# Нотозеро (бассейн Туломы)
Ното́зеро (колтта-саам. Njuõʹttjäuʹrr, кильд. саам. Нӯһтҍя̄ввьр, северносаам. Njuohttejávri) — озеро в Мурманской области, расположенное на северо-западе Кольского полуострова. Относится к бассейну Баренцева моря, связывается с ним рекой Тулома. Питание озера в основном снеговое и дождевое. В озеро впадают реки Нота и Лотта. Вытекает река Тулома. С востока к озеру примыкает горный массив Туадаш Тундры. В 1965 году озеро было использовано в качестве подпорья для Верхнетуломского водохранилища, в результате чего площадь увеличилась с 78,9 км² до 745 км². Площадь водосборного бассейна составляет 17 500 км². Объём воды — 11,5 км³.